# 计算机研究与发展
《计算机研究与发展》(Journal of Computer Research and Development )是中国计算机领域的顶级学术期刊， 由中国科学院计算技术研究所与中国计算机学会共同主办，其宗旨是发表中国计算机领域最高水平的学术论文和最新科研成果。该学报创刊于1958年，旧称《电子计算机动态》，是中国第一本计算机刊物。《计算机研究与发展》现为月刊，由科学出版社出版。

## 历史
- 1958年12月，中国第一个计算机刊物《电子计算机动态》问世。[4]
- 1963年，由内部刊物转为国内公开发行刊物，通过邮局发行。
- 1966年，受到“文化大革命”影响，停刊。
- 1974年，复刊。
- 1982年，《电子计算机动态》正式改名为《计算机研究与发展》(Journal of Computer Research and Development)，成为学术类刊物。 [4]
- 2014年，入选原国家新闻出版广电总局第一批认定的学术期刊。 [5]
- 《计算机研究与发展》第九届编委会（2022.7—2026.6） 主编  （Editor-in-Chief）： 徐志伟，  中国科学院计算技术研究所 [6][7]

## 覆盖内容
《计算机研究与发展》刊登的论文内容覆盖计算机科学技术的各个研究领域，包括综述、计算机基础理论、软件技术、信息安全、计算机网络、图形图像、体系结构、人工智能、计算机应用、数据库技术、存储技术及其他计算机相关领域的最新科研成果和重大应用成果等。

## 入选检索
《计算机研究与发展》被国内外多种检索数据库收录，包括 JST 日本科学技术振兴机构数据库(日)(2024)，Pж(AJ) 文摘杂志(俄)(2020)，
EI 工程索引(美)(2024)，
CSCD 中国科学引文数据库来源期刊(2023-2024年度)，
WJCI 科技期刊世界影响力指数报告（2023）来源期刊，
北京大学《中文核心期刊要目总览》来源期刊。
中科双效期刊;。

## 评价信息
《计算机研究与发展》的影响因子、下载及发行量等位居中国计算机科学与技术类学术刊物的前列。以下是2025年2月12日来自中国知网的数据：
出版文献量：12669篇
总下载次数： 4264794次
总被引次数： 221282次
(2024版)复合影响因子：3.884
(2024版)综合影响因子：2.325
《计算机研究与发展》在中国计算机学会2022年发布的 “计算领域高质量科技期刊分级目录”和 中国电子学会2023年发布的“计算机技术领域高质量科技期刊分级目录”均属于最高等级T1，

## 外部連結
《计算机研究与发展》期刊网址：https://crad.ict.ac.cn/qikanjieanjie